# Epikris
Epikris (av grekiska termen för "bedömande", epi'krisis), även kallad slutanteckning, är den avslutande journalteckningen som sammanfattar en viss vårdperiod. Vanligen skrivs en epikris i samband med att patienten i fråga skrivs ut från en vårdanläggning eller att kontakten med mottagningen eller vårdcentralen upphör. Epikris kan dock också skrivas som en form av daganteckning inför ett operativt ingrepp, eller när patientens behandling ska genomgå betydande förändringar.

## Utformning och innehåll
Innehållet i en epikris varierar mellan vårdanläggningar och avdelningar, men gemensamt är att den innehåller en sammanfattning av patientens sjukhistoria, information från undersökningar och prover som tagits under aktuell vårdperiod samt en slutsats med diagnos och fortsatt behandling. Epikriser har historiskt sett skrivits med syftet att tillhandahålla information till annan sjukvårdspersonal, men på senare tid har det blivit allt vanligare att man antingen utformar epikrisen så att den blir mer lättförståelig för patienten och ger denne eller anhörig en kopia, alternativt att man gör en särskild epikris för patienten, ett slags informationsblad innehållande diagnosen, provresultaten och information rörande sjukskrivning och fortsatt behandling.

## Referenslista
1. 1 2  ”epikris - Uppslagsverk - NE”. www.ne.se. http://www.ne.se/uppslagsverk/encyklopedi/l%C3%A5ng/epikris. Läst 5 september 2017.